# Stojkovići (Kiseljak, BiH)
Stojkovići  su naseljeno mjesto u općini Kiseljak, Federacija Bosne i Hercegovine, BiH.

## Stanovništvo

### 1991.
Nacionalni sastav stanovništva 1991. godine, bio je sljedeći:
ukupno: 9
- Hrvati - 7
- ostali, neopredijeljeni i nepoznato - 2

### 2013.
Na popisu stanovništva 2013. godine bilo je bez stanovnika.